# Медицински картон
Медицинският картон (използват се също и понятията амбулаторна карта, здравен картон) е систематично събраната документация, свързана с медицинската история на пациента и проведеното лечение за даден период от време, под юрисдикцията на конкретна упълномощена организация предоставяща медицински услуги.